# Epicauta ruficeps
Epicauta ruficeps is een keversoort uit de familie van oliekevers (Meloidae). De wetenschappelijke naam van de soort is voor het eerst geldig gepubliceerd in 1800 door Illiger in in Wiedemeyer.